# Parectropis fusca
Parectropis fusca là một loài bướm đêm trong họ Geometridae.